# SN 2006mo
SN 2006mo – supernowa typu Ia odkryta 1 listopada 2006 roku w galaktyce M+06-02-17. W momencie odkrycia miała maksymalną jasność 18,20m.